# جشن جنادریه

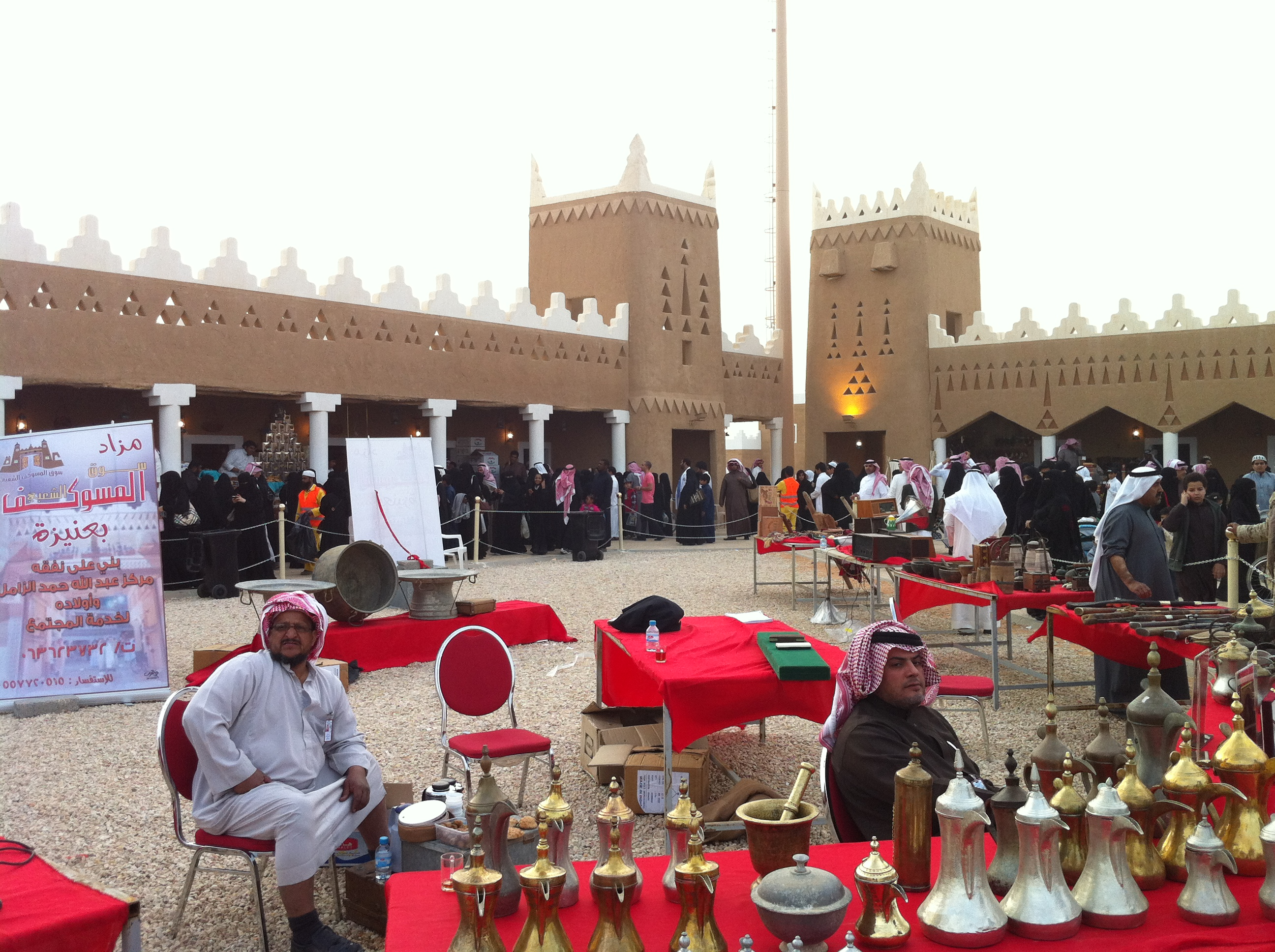
جنادریه ۲۷

جشن جنادریه (به عربی: مهرجان الجنادریة) یک جشن فرهنگی و موروثی است که هر ساله در جنادریه در نزدیکی ریاض عربستان به مدت دو هفته برگزار می‌شود.این جشن توسط گارد ملی عربستان سعودی و اولین بار در سال ۱۹۸۵ برگزار شد.این جشن شامل برنامه‌هایی مانند شتر سواری، اجرای موسیقی محلی و رقص‌هایی مانند العرضه و مزمار می‌شود.هر ساله بیش از یک میلیون نفر در این جشن حضور می‌یابند. جشن "معمولاً در ماه فوریه یا مارس اجرا می‌شود....قبلاً با نام 'Rowdhat Souwais' شناخته می‌شد و نویسندگان و تاریخدانان بسیاری به آن اشاره کرده‌اند."

## رویدادها
جشنواره با مراسم افتتاحیه آغاز می‌شود و سپس رویدادهای مختلفی برگزار می‌شود، مانند:
- شتر سواری
- اُپرای کوچک
- مسابقه اسب و استقامت
- شعر عامیانه
- بازار خرید و فروش
- هنرها و بازی‌های محبوب
- میراث مربوط به مناطق مختلف
- لباس‌های محلی
- فروشگاه کتاب
- مرکزی برای اسناد و تصاویر
- موسسات و شرکت‌های دولتی
- میزبانی از کشورهای میهمان جشن. در سال ۲۰۱۰ جمهوری فرانسه در جنادریه ۲۵ شرکت کرد.
- نمایش صنایع دستی سنتی مانند سفالگری، نساجی، چوب‌کاری، فلزکاری و چرم‌کاری